# 위스타드

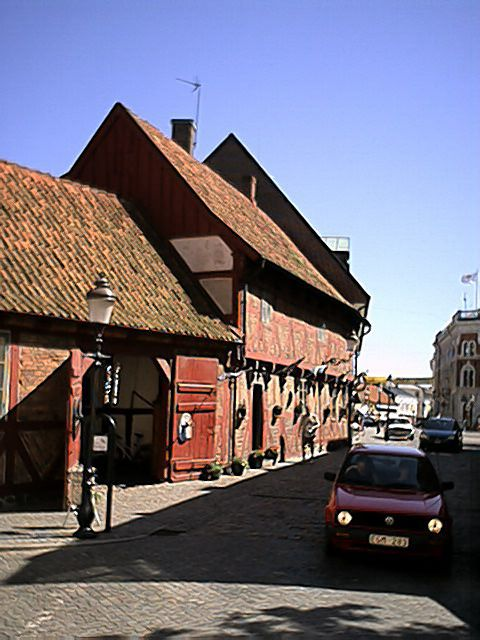
위스타드

위스타드(스웨덴어: Ystad)는 스웨덴 스코네주에 위치한 도시로, 면적은 8.65 km2, 인구는 18,350명(2010년 기준), 인구 밀도는 2,120명/km2이다. 11세기 로스킬레 주교와 룬드 대주교에 의해 건설되었으며 폴란드 시비노우이시치에와 덴마크 보른홀름섬을 연결하는 페리가 운행된다.

시 문장